# Château de Bourbon-l'Archambault
Pour les articles homonymes, voir Bourbon et Archambault (homonymie).
Le château de Bourbon-l’Archambault est un ancien château fort du XIIIe siècle, remanié à plusieurs reprises, dont les vestiges sont situés à Bourbon-l'Archambault en France. Il est classé au titre des monuments historiques.
La seigneurie puis duché de Bourbon a donné son nom à la province du Bourbonnais, qui correspond à peu de chose près à l'actuel département de l'Allier et au sud-est du département du Cher.

## Localisation

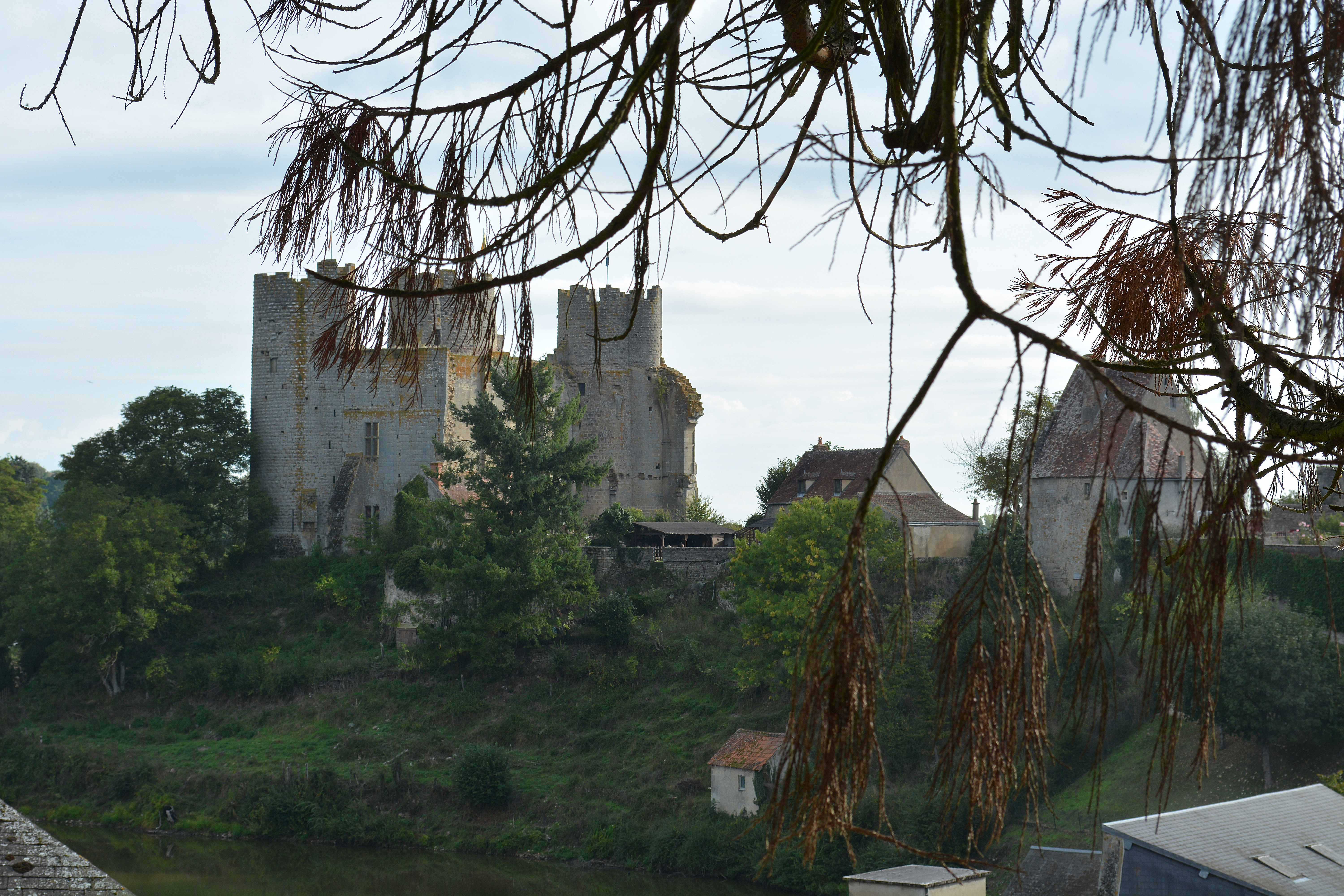
Tours nord de la forteresse de Bourbon-l'Archambault.

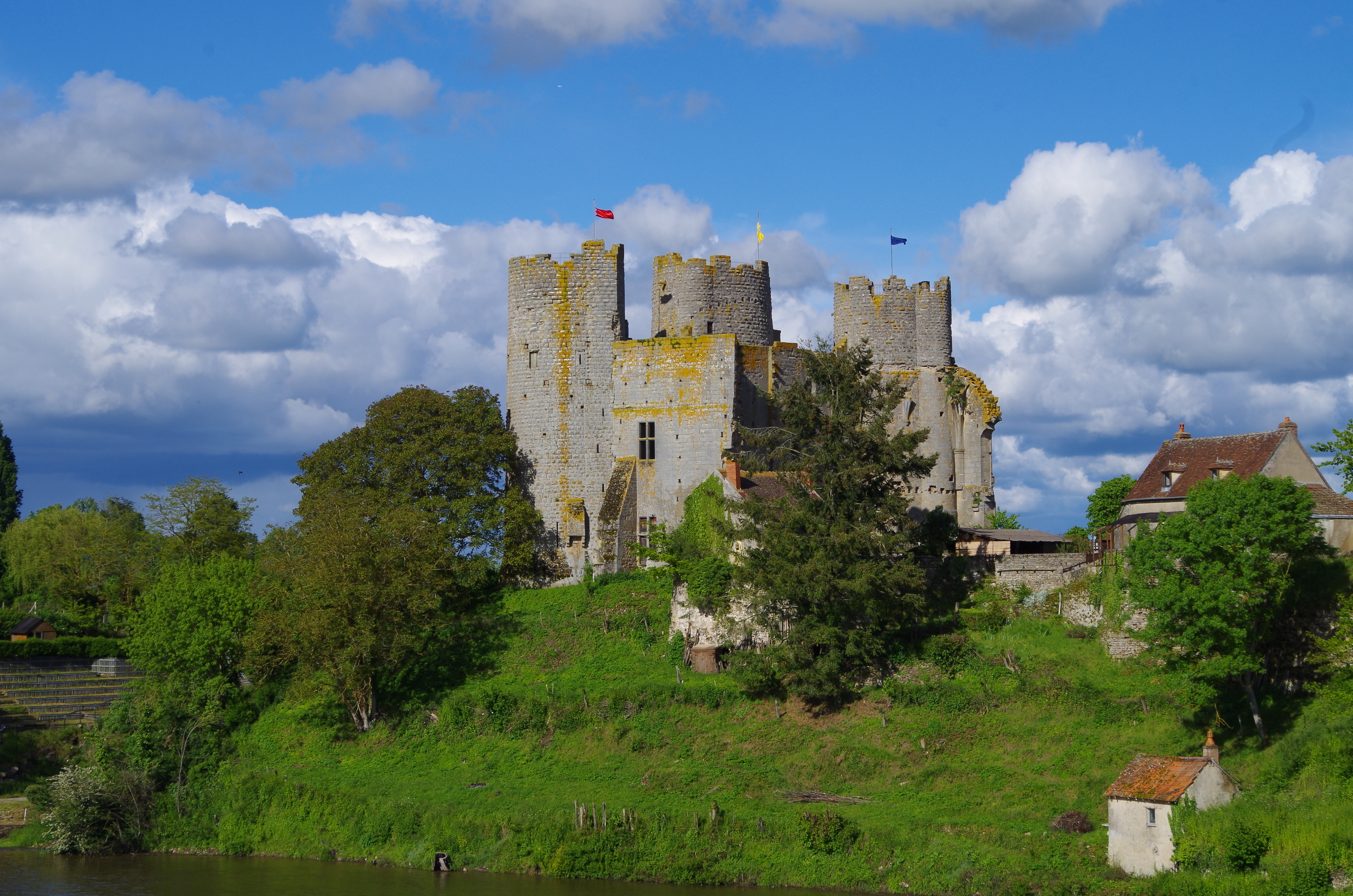
Forteresse de Bourbon-l'Archambault.

Le château de Bourbon-l’Archambault est situé sur la commune de Bourbon-l'Archambault dans le département de l'Allier  en région Auvergne-Rhône-Alpes, à 25 km à l'ouest de Moulins. La haute silhouette du château des anciens sires de Bourbon, au centre du Bourbonnais, entre Allier et Cher, se dresse sur un éperon barré, qui ferme la vallée de la Burge, dominant un bourg castral connu depuis le Xe siècle et devenu chef-lieu de canton. La place fortifiée, citée depuis 947, commandait un réseau de voies antiques, tout en surveillant le bourg seigneurial ainsi qu'un gros moulin banal situé sur l'étang, sous les murs occidentaux.

## Historique
La villa antique de Bourbon appartenait à la cité des Bituriges. Siège d'une viguerie du Berry au Xe siècle, elle devient capitale de la seigneurie de Bourbon, mais elle est délaissée par les ducs au profit de Moulins au XIVe siècle. Les seigneurs prennent le nom de leur capitale et en retour lui laissent le nom d'Archambault ou Archambaud, que portèrent neuf d'entre eux entre le Xe et XIIe siècles.

### Les Archambault
La lignée des sires de Bourbon est connue depuis Aymar de Bourbon (mort en 953). Le premier Archambault de Bourbon vivait en 959, Archambaud le Franc, le second en 1018, le 3e en 1064, le 4e en 1075, le 5e en 1096, le 6e en 1099, le 7e en 1177, le 8e en 1200, le 9e en 1249. Cette première lignée bâtit une importante principauté féodale aux confins de trois grands ensembles territoriaux (Berry, Autunois, Auvergne) en s'alliant à Cluny (fondation du prieuré de Souvigny, dépendant de Cluny, par Aymar en 913) et, dès le XIIe siècle, aux Capétiens. Le sire de Bourbon Aimon II dit Vaire-Vache entre dans la vassalité directe du roi de France Louis VI. Un premier castrum à Bourbon est mentionné par Éginhard, ainsi que dans la Chronique de Frédégaire, qui relatent sa destruction par Pépin le Bref en 761 aux prises avec le duc d'Aquitaine pour la possession de Narbonne. Le château en bois (il est cité en 947) est reconstruit plusieurs fois, puis fut rebâti en pierre à partir du XIIe siècle. Il subsiste de cette époque un pan de mur près de la « Tour Amirale »,. Il est ensuite agrandi sous Philippe Auguste et flanqué de tours rondes à bossages probablement par Archambaud VIII de Bourbon dans la première moitié du XIIIe siècle.
Mahaut de Bourbon (v. 1160-1228), héritière de cette famille chevaleresque, apporta le château à la maison de Dampierre, par son mariage avec Guy II de Dampierre, connétable de Champagne.

### Les Dampierre et les Bourgogne

Armoiries de Dampierre-Bourbon.

Entre le XIIIe et XIVe siècles, le château devint une puissante forteresse ; on y dénombre quinze tours. Les Dampierre se fondent dans la maison de Bourgogne. Le mariage, en 1288, de Béatrice de Bourgogne, héritière du Bourbonnais, apporte en dot cette puissante seigneurie au prince Robert de Clermont, sixième fils du roi de France Louis IX, et donne naissance à une nouvelle maison de Bourbon, désormais de sang royal. Le château est alors reconstruit ; il subsiste de cette période les quatre grosses tours circulaires qui datent de la fin du XIIIe siècle.

### Les ducs de Bourbon
Louis Ier de Bourbon, premier duc de Bourbon, fils de Béatrice de Bourgogne et de Robert de Clermont et petit-fils de Saint Louis, entreprend, à la suite des travaux déjà réalisés par son père, d'agrandir à nouveau la forteresse. Il y fonde vers 1315 une « sainte chapelle », desservie par sept vicaires et trois clercs, placée sous le vocable de Notre-Dame, pour abriter les saintes reliques apportées par Robert de Clermont à Bourbon pour son épouse. Non loin de Bourbon, Louis Ier fait construire un donjon sur l'Allier, à proximité d'Yzeure (seigneurie importante en Autunois), à Moulins.
Entre 1356 et 1369, la forteresse subit plusieurs assauts des bandes anglaises, et elle est alors incendiée. Après l'incendie de 1370, Louis II, dans la seconde moitié du siècle, fait reconstruire le château en renforçant l'ensemble, et en fait sa capitale. Neuf ducs se succèdent : Louis Ier, Pierre Ier, Louis II, Jean Ier, Charles Ier, Jean II, Charles II, Pierre II et Charles III. Vers 1485, Jean II, reconstruit la « sainte chapelle », consacrée à saint Louis, qui reprendra les plans et le style de la Sainte Chapelle de Paris. Le dernier duc, très riche et puissant, fut nommé connétable de France à la suite de la victoire de Marignan. L'affaire de la "trahison" du connétable de Bourbon se mêle aux revendications de Louise de Savoie, Bourbon par sa mère Marguerite, et aboutit au rattachement du duché de Bourbonnais, considéré comme fief mouvant de la couronne depuis Louis II (beau-frère de Charles V, au domaine royal en 1531.

Armoiries des premiers Bourbons capétiens.
Armoiries des ducs de Bourbon (XIVe – XVIe siècle).

### Maison d'Orléans-Valois (domaine royal)
La confiscation par François Ier en 1523 se fit au bénéfice de sa mère, Louise de Savoie, comtesse douairière d'Angoulême, devenue en 1515 duchesse d'Angoulême et d'Anjou et comtesse du Maine ; elle-même revendiquait le duché de Bourbon pour son fils. À la mort de Louise de Savoie en 1531, le duché est rattaché au domaine royal. C'est la fin du Bourbonnais comme État princier féodal. François Ier recrée un apanage de Bourbon en 1544 au profit de son dernier fils, Charles de France, duc d'Angoulême et d'Orléans (1522-1545), mais ce dernier meurt sans héritier l'année suivante. Le duché retourne à nouveau à la couronne. Il sera une deuxième fois créé un duché de Bourbon en apanage de la couronne pour le futur roi de France Henri III (alors duc d'Anjou avant son accession au trône). Il porta le titre de Henri Ier de Bourbon. Le duché retourne alors à la couronne jusqu'en 1661, quand Louis XIV, une dernière fois, érige le Bourbonnais en duché au profit de la maison cadette de Bourbon-Condé. Entre-temps le château avait été endommagé en 1589 par un orage et en 1641 par un incendie qui avait détruit en partie la chapelle.

Blason de Charles II d’Angoulême, duc éphémère de Bourbon (1544-1545).
Blason de Henri de France, duc d'Orléans et d'Anjou, duc de Bourbon (...-1574).

Bourbon-l'Archambault devient un château royal, mais il n'est plus besoin de forteresses médiévales au XVIe siècle et le château est abandonné. Il n'est plus habité que par les chanoines desservant les Saintes Chapelles qui s'étaient construit deux petites maisons dans l'enceinte de la basse-cour au XVIe siècle.

### La maison de Bourbon-Condé

Princes de Condé, ducs de Bourbon (1661-1830).

Après plus d'un siècle dans les mains de la Couronne, le Bourbonnais est de nouveau érigé en duché en 1661, au profit de la branche de Condé de la maison de Bourbon et du « Grand Condé », victorieux à Rocroi en 1642, Louis II de Bourbon-Condé, prince de Condé, duc d'Enghien, etc., pair de France, premier prince du sang.
Le château servit alors pour loger les princes et princesses venant prendre les eaux dans cette bourgade au cours du XVIIe siècle ; ils étaient attirés par la réputation de ces eaux pour le soin de certaines maladies ; elles concurrençaient alors celles de Vichy. Madame de Montespan y mourut le 26 mai 1707.
Un incendie ravagea une partie du château au XVIIIe siècle. Le prince de Condé le fit restaurer en état de conservation, sans y ajouter d'embellissements, hormis une horloge sur la tour Qui-qu'en-grogne, visible depuis le bourg de Bourbon-l'Archambault.

## Pendant la Révolution
Les Condé ayant fait partie des premiers émigrés en août 1789, leurs biens furent confisqués. En 1793, il est décidé de démolir la forteresse sauf les trois tours du front nord qui ne furent pas soumises aux ventes par adjudication. Le directoire de district de Cérilly fit adjuger les restes des Saintes Chapelles et du château le 8 pluviôse an II. Les tours furent utilisées comme supplément de la maison d'arrêt. La tour Qui-Qu'en-Grogne fut elle-même conservée à cet effet.

## Après la Révolution
Au retour des Bourbon-Condé, à la faveur de la Restauration, le domaine est récupéré par cette maison.

### La maison d'Orléans

Duc d'Aumale, propriétaire du château (1830-1897).

Au XIXe siècle, la forteresse échoit, par testament du dernier prince de Condé, au jeune duc d'Aumale Henri d'Orléans (1822-1897), alors âgé de huit ans, avec le château de Chantilly et plusieurs autres domaines importants de la maison de Condé. Peu de temps après cet héritage, les exécuteurs testamentaires voulurent vendre ces ruines pour 2 000 francs, mais de la forteresse d'origine, presque entièrement rasée, furent sauvées trois tours grâce à l'action du poète Achille Allier, dont la fameuse « tour Qui-qu'en-Grogne ».
Le duc d'Aumale laisse s'y organiser un petit musée dans les ruines pittoresques.
À la mort du duc d'Aumale, dernier propriétaire unique de Bourbon, le château et son domaine entrèrent dans les biens de la maison d'Orléans, en indivision entre tous les héritiers, descendants de Louis-Philippe. Le domaine fut administré au nom du duc d'Orléans, Philippe d'Orléans, « chef de la maison de France » et prétendant orléaniste à la couronne. Plusieurs mariages entre membres de cette famille donnèrent à Henri, comte de Paris, l'essentiel des parts des biens de sa famille, dont le château de Bourbon.

### La fondation Saint-Louis
Pour préserver l'avenir de ce bien dans l'héritage royal, le « comte de Paris » décide de l'inclure dans une fondation familiale, la fondation Saint-Louis, en 1974. Il en devient le président d'honneur, fondation destinée à préserver les monuments les plus importants des Orléans en les soustrayant aux risques de dispersion qu'engendrent parfois les partages d'héritages. Il avait onze enfants, dont un décédé sans postérité.
Cette fondation a été présidée par Jean d'Albert de Luynes-Dunois, 12e duc de Luynes, de 1999 à 2008.

## Description

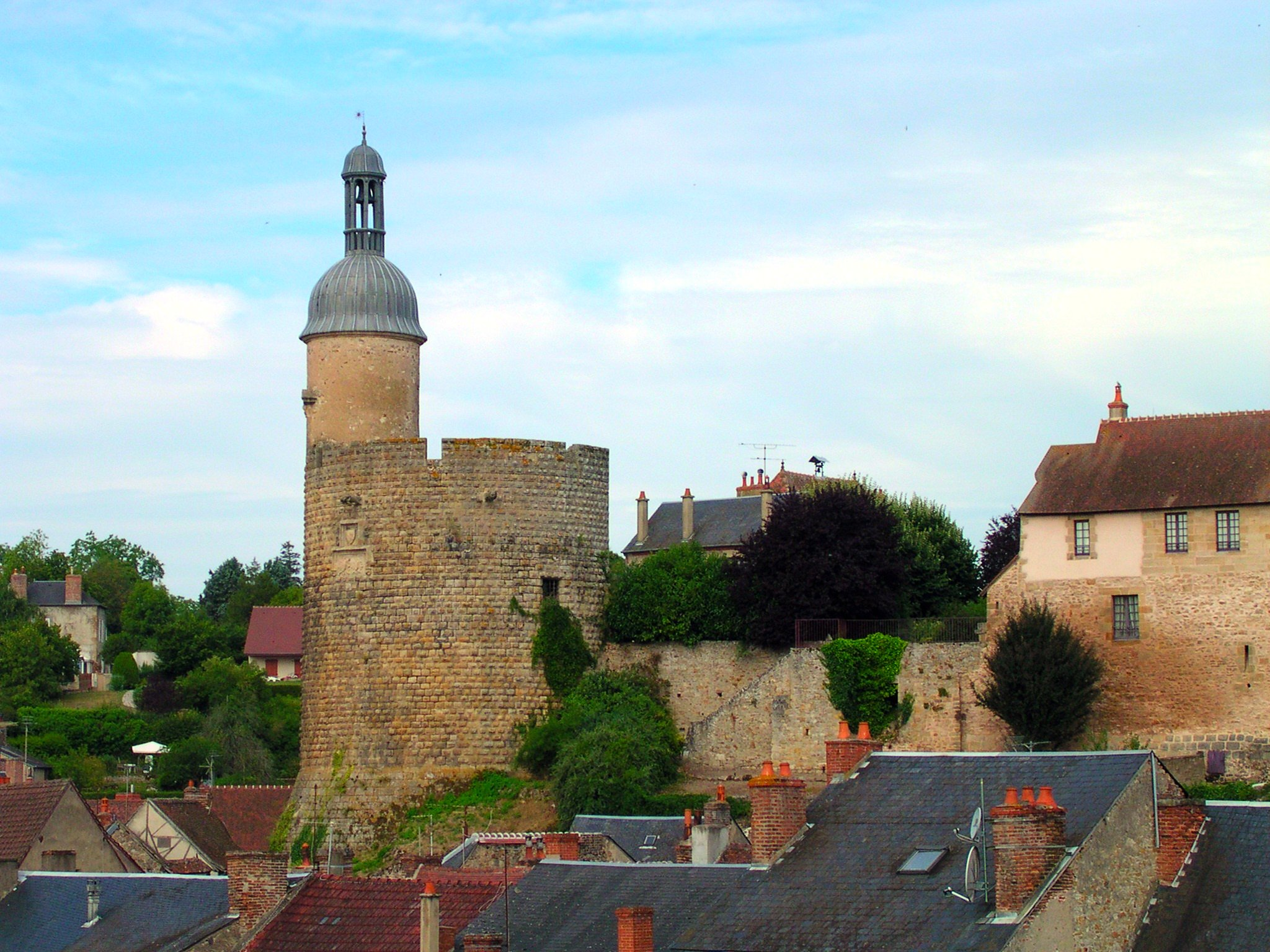
La tour Qui qu'en Grogne.

Du formidable bastion, au cœur d'un des domaines féodaux les plus importants du Moyen Âge, et qui succéda à une forteresse carolingienne, restent les trois tours nord en bossages qui protégeaient le logis seigneurial (salle des gardes) et la tour sud-est dite « Qui-quen-grogne ». 
Le château occupe une plate-forme rocheuse longue de 180 m sur 50 m dans la vallée de la Burge. La place était naturellement défendue à l'ouest par un étang, au sud et à l'est par des escarpements et côté nord par un profond fossé, face à l’assaillant et où fut dressé le château dont il subsiste une haute courtine dominés par des tours cylindriques qui la flanquent. Derrière celle-ci, se dressaient les bâtiments d'habitation, la chapelle castrale et après un petit fossé intérieur la longue basse-cour avec sa grande enceinte également flanquée de tours rondes avec à son extrémité sud-est la grosse tour Quiquengrogne. L'accès se faisait au nord entre deux tours circulaires qui formaient « châtelet ».
Seul le front nord du château a conservé trois tours cylindriques en appareil à bosses (1277-1287), surélevées dans la seconde moitié du XIVe siècle. C'est vers la fin de ce même siècle qu'est bâtie, au revers, une grande salle à deux niveaux. Le château abritait deux saintes chapelles, datant respectivement de 1315 et 1485, qui abritaient des reliques saintes.

### TourQui qu'en Grogne
La tour Qui qu'en Grogne est une tour circulaire transformée et fortifiée sous Louis II. On y accède par quelques marches depuis la cour de l'école de musique (ancienne école des filles de Bourbon). Un escalier à vis dessert les étages supérieurs et permettait notamment de rejoindre le chemin de ronde. Tour de défense fermant la basse-cour au sud, elle constituait également un point d'observation intéressant de la population habitant le bourg. La salle du premier étage, qui aurait été utilisée comme prison, a conservé des anneaux scellés dans le mur. Le clocheton, avec son horloge, édifié sur sa plateforme date du XVIIIe siècle.

## Protection aux monuments historiques
Le château est classé au titre des monuments historiques par liste de 1862. La tour Qui qu'en Grogne est classée au titre des monuments historiques par arrêté du 14 juin 1961.